# Sky Lake
Sky Lake és una concentració de població designada pel cens dels Estats Units a l'estat de Florida. Segons el cens del 2000 tenia 5.651 habitants.

## Demografia
Segons el cens del 2000, Sky Lake tenia 5.651 habitants, 1.955 habitatges, i 1.468 famílies. La densitat de població era de 1.731,6 habitants/km².
Dels 1.955 habitatges en un 30,7% hi vivien nens de menys de 18 anys, en un 53,8% hi vivien parelles casades, en un 15,4% dones solteres, i en un 24,9% no eren unitats familiars. En el 18,4% dels habitatges hi vivien persones soles el 8,3% de les quals corresponia a persones de 65 anys o més que vivien soles. El nombre mitjà de persones vivint en cada habitatge era de 2,89 i el nombre mitjà de persones que vivien en cada família era de 3,27.
Per edats la població es repartia de la següent manera: un 25,3% tenia menys de 18 anys, un 8,3% entre 18 i 24, un 28,9% entre 25 i 44, un 22,6% de 45 a 60 i un 14,8% 65 anys o més.
L'edat mediana era de 37 anys. Per cada 100 dones de 18 o més anys hi havia 92,1 homes.
La renda mediana per habitatge era de 36.791 $ i la renda mediana per família de 41.505 $. Els homes tenien una renda mediana de 24.902 $ mentre que les dones 19.309 $. La renda per capita de la població era de 17.727 $. Entorn del 10,4% de les famílies i el 12,9% de la població estaven per davall del llindar de pobresa.

## Poblacions més properes
El següent diagrama mostra les poblacions més properes.